# Eleições legislativas de 2015 no Porto

## Resultados Oficiais
| Partido                 | Partido                        | Votos   | %               | +/-   |
| ----------------------- | ------------------------------ | ------- | --------------- | ----- |
|                         | Portugal à Frente              | 51 611  | 38,49 / 100,00  | 12,68 |
|                         | Partido Socialista             | 43 730  | 32,62 / 100,00  | 7,63  |
|                         | Bloco de Esquerda              | 15 222  | 11,35 / 100,00  | 5,49  |
|                         | Coligação Democrática Unitária | 11 213  | 8,36 / 100,00   | 0,58  |
|                         | Pessoas–Animais–Natureza       | 2 522   | 1,88 / 100,00   | 0,60  |
|                         | Outros                         | 5 624   | 4,19 / 100,00   |       |
| Votos Inválidos         | Votos Inválidos                | 4 156   | 3,10 / 100,00   | 0,31  |
| Total                   | Total                          | 134 078 | 100,00 / 100,00 |       |
| Eleitorado/Participação | Eleitorado/Participação        | 216 038 | 62,06 / 100,00  | 1,99  |
| Fonte                   | Fonte                          | [ 1 ]   | [ 1 ]           | [ 1 ] |

## Resultados por Freguesia
Os resultados seguintes referem-se aos partidos que obtiveram mais de 1,00% dos votos:
| Freguesia                                                       | %     | %     | %     | %     | %    | Votantes |
| Freguesia                                                       | PÀF   | PS    | BE    | CDU   | PAN  | Votantes |
| --------------------------------------------------------------- | ----- | ----- | ----- | ----- | ---- | -------- |
| Aldoar, Foz do Douro e Nevogilde                                | 53,78 | 25,49 | 7,87  | 5,08  | 1,47 | 17 899   |
| Bonfim                                                          | 37,86 | 32,58 | 11,71 | 8,71  | 1,94 | 13 989   |
| Campanhã                                                        | 25,50 | 40,78 | 12,34 | 12,20 | 1,96 | 17 190   |
| Cedofeita, Santo Ildefonso, Sé, Miragaia, São Nicolau e Vitória | 36,64 | 33,56 | 12,10 | 8,37  | 2,01 | 21 847   |
| Lordelo do Ouro e Massarelos                                    | 40,62 | 30,85 | 11,19 | 8,62  | 1,68 | 16 087   |
| Paranhos                                                        | 35,66 | 33,64 | 12,46 | 8,40  | 2,04 | 26 211   |
| Ramalde                                                         | 40,37 | 31,11 | 11,24 | 7,53  | 1,95 | 20 855   |
| Porto                                                           | 38,49 | 32,62 | 11,35 | 8,36  | 1,88 | 134 078  |

#### Aldoar, Foz do Douro e Nevogilde
| Partido                 | Partido                        | Votos  | %               |
| ----------------------- | ------------------------------ | ------ | --------------- |
|                         | Portugal à Frente              | 9 626  | 53,78 / 100,00  |
|                         | Partido Socialista             | 4 562  | 25,49 / 100,00  |
|                         | Bloco de Esquerda              | 1 409  | 7,87 / 100,00   |
|                         | Coligação Democrática Unitária | 910    | 5,08 / 100,00   |
|                         | Pessoas–Animais–Natureza       | 263    | 1,47 / 100,00   |
|                         | Outros                         | 568    | 3,17 / 100,00   |
| Votos Inválidos         | Votos Inválidos                | 561    | 3,13 / 100,00   |
| Total                   | Total                          | 17 899 | 100,00 / 100,00 |
| Eleitorado/Participação | Eleitorado/Participação        | 25 910 | 69,08 / 100,00  |

#### Bonfim
| Partido                 | Partido                        | Votos  | %               | +/-   |
| ----------------------- | ------------------------------ | ------ | --------------- | ----- |
|                         | Portugal à Frente              | 5 296  | 37,86 / 100,00  | 16,02 |
|                         | Partido Socialista             | 4 557  | 32,58 / 100,00  | 7,32  |
|                         | Bloco de Esquerda              | 1 638  | 11,71 / 100,00  | 5,80  |
|                         | Coligação Democrática Unitária | 1 218  | 8,71 / 100,00   | 0,72  |
|                         | Pessoas–Animais–Natureza       | 272    | 1,94 / 100,00   | 0,55  |
|                         | Outros                         | 598    | 4,28 / 100,00   |       |
| Votos Inválidos         | Votos Inválidos                | 410    | 2,93 / 100,00   | 0,26  |
| Total                   | Total                          | 13 989 | 100,00 / 100,00 |       |
| Eleitorado/Participação | Eleitorado/Participação        | 22 868 | 61,17 / 100,00  | 2,46  |

#### Campanhã
| Partido                 | Partido                        | Votos  | %               | +/-   |
| ----------------------- | ------------------------------ | ------ | --------------- | ----- |
|                         | Partido Socialista             | 7 010  | 40,78 / 100,00  | 1,85  |
|                         | Portugal à Frente              | 4 383  | 25,50 / 100,00  | 11,12 |
|                         | Bloco de Esquerda              | 2 122  | 12,34 / 100,00  | 6,34  |
|                         | Coligação Democrática Unitária | 2 097  | 12,20 / 100,00  | 1,24  |
|                         | Pessoas–Animais–Natureza       | 337    | 1,96 / 100,00   | 0,91  |
|                         | PCTP/MRPP                      | 237    | 1,38 / 100,00   | 0,21  |
|                         | Outros                         | 509    | 2,95 / 100,00   |       |
| Votos Inválidos         | Votos Inválidos                | 495    | 2,88 / 100,00   | 0,37  |
| Total                   | Total                          | 17 190 | 100,00 / 100,00 |       |
| Eleitorado/Participação | Eleitorado/Participação        | 29 298 | 58,67 / 100,00  | 1,34  |

#### Cedofeita, Santo Ildefonso, Sé, Miragaia, São Nicolau e Vitória
| Partido                 | Partido                        | Votos  | %               |
| ----------------------- | ------------------------------ | ------ | --------------- |
|                         | Portugal à Frente              | 8 005  | 36,64 / 100,00  |
|                         | Partido Socialista             | 7 332  | 33,56 / 100,00  |
|                         | Bloco de Esquerda              | 2 643  | 12,10 / 100,00  |
|                         | Coligação Democrática Unitária | 1 828  | 8,37 / 100,00   |
|                         | Pessoas–Animais–Natureza       | 439    | 2,01 / 100,00   |
|                         | LIVRE/Tempo de Avançar         | 264    | 1,21 / 100,00   |
|                         | Outros                         | 719    | 3,30 / 100,00   |
| Votos Inválidos         | Votos Inválidos                | 617    | 2,83 / 100,00   |
| Total                   | Total                          | 21 847 | 100,00 / 100,00 |
| Eleitorado/Participação | Eleitorado/Participação        | 38 619 | 56,57 / 100,00  |

#### Lordelo do Ouro e Massarelos
| Partido                 | Partido                        | Votos  | %               |
| ----------------------- | ------------------------------ | ------ | --------------- |
|                         | Portugal à Frente              | 6 534  | 40,62 / 100,00  |
|                         | Partido Socialista             | 4 963  | 30,85 / 100,00  |
|                         | Bloco de Esquerda              | 1 800  | 11,19 / 100,00  |
|                         | Coligação Democrática Unitária | 1 386  | 8,62 / 100,00   |
|                         | Pessoas–Animais–Natureza       | 270    | 1,68 / 100,00   |
|                         | LIVRE/Tempo de Avançar         | 173    | 1,08 / 100,00   |
|                         | Outros                         | 510    | 3,17 / 100,00   |
| Votos Inválidos         | Votos Inválidos                | 451    | 2,80 / 100,00   |
| Total                   | Total                          | 16 087 | 100,00 / 100,00 |
| Eleitorado/Participação | Eleitorado/Participação        | 24 474 | 65,73 / 100,00  |

#### Paranhos
| Partido                 | Partido                        | Votos  | %               | +/-   |
| ----------------------- | ------------------------------ | ------ | --------------- | ----- |
|                         | Portugal à Frente              | 9 347  | 35,66 / 100,00  | 15,26 |
|                         | Partido Socialista             | 8 818  | 33,64 / 100,00  | 6,39  |
|                         | Bloco de Esquerda              | 3 265  | 12,46 / 100,00  | 6,09  |
|                         | Coligação Democrática Unitária | 2 203  | 8,40 / 100,00   | 0,57  |
|                         | Pessoas–Animais–Natureza       | 535    | 2,04 / 100,00   | 0,59  |
|                         | Outros                         | 1 144  | 4,38 / 100,00   |       |
| Votos Inválidos         | Votos Inválidos                | 899    | 3,43 / 100,00   | 0,37  |
| Total                   | Total                          | 26 211 | 100,00 / 100,00 |       |
| Eleitorado/Participação | Eleitorado/Participação        | 41 470 | 63,20 / 100,00  | 1,98  |

#### Ramalde
| Partido                 | Partido                        | Votos  | %               | +/-   |
| ----------------------- | ------------------------------ | ------ | --------------- | ----- |
|                         | Portugal à Frente              | 8 420  | 40,37 / 100,00  | 13,36 |
|                         | Partido Socialista             | 6 488  | 31,11 / 100,00  | 4,91  |
|                         | Bloco de Esquerda              | 2 345  | 11,24 / 100,00  | 5,39  |
|                         | Coligação Democrática Unitária | 1 571  | 7,53 / 100,00   | 0,53  |
|                         | Pessoas–Animais–Natureza       | 406    | 1,95 / 100,00   | 0,66  |
|                         | Outros                         | 902    | 4,33 / 100,00   |       |
| Votos Inválidos         | Votos Inválidos                | 723    | 3,47 / 100,00   | 0,11  |
| Total                   | Total                          | 20 855 | 100,00 / 100,00 |       |
| Eleitorado/Participação | Eleitorado/Participação        | 33 399 | 62,44 / 100,00  | 1,90  |